# Victoria Osteen
Victoria Osteen (Huntsville, 28 de Março de 1961) é uma escritora e religiosa estadunidense, co-Pastora da Lakewood Church (Houston, Texas) e  esposa do Pastor Joel Osteen.

## História
Victoria Osteen nasceu em Huntsville, Alabama. Viveu perto do Marshall Space Flight Center, onde o seu pai, Donald Iloff era um matemático da General Electric e membro da equipe do projeto de foguete Saturno liderada pelo cientista alemão Wernher von Braun. Em 1963, aos dois anos de idade, Victoria mudou-se com a sua família para Houston, Texas, quando o seu pai se juntou à NASA e onde ela cresceu num subúrbio ao sul de Houston, perto do Lyndon Johnson Space Center.
Crescendo, Victoria e sua família frequentaram a Igreja de Cristo, uma igreja protestante relativamente conservadora, onde sua mãe, Georgine Iloff, ensinava na escola dominical e seu pai serviu como diácono. Victoria Osteen participou (embora não se formou) da Universidade de Houston, onde estudou psicologia. Foi enquanto trabalhava na joalharia da sua mãe que conheceu Joel Osteen em 1985, quando ele entrou para comprar uma nova bateria de relógios.

## Lakewood
Victoria Osteen fundou em 2003 o ministério de mulheres da Lakewood Church, onde atualmente atua como co-pastora, ela pode ser vista em uma transmissão do programa de uma hora na Rede de Televisão Daystar e transmissões ao vivo pela internet.
Suas outras atividades incluem um programa na estação de rádio KSBJ 89,3 em Houston. Ela também comanda as organizações Feed the Children e The Bridge, um abrigo para mulheres agredidas.

## Livros
- Encouragement for an Exceptional Life (2021)
- Fearless and Free: Inspirational Thoughts to Set Your Attitude and Actions for a Great Day! (2020)
- Exceptional You Journal (2019)
- Exceptional You! 7 Ways to Live Encouraged, Empowered, and Intentional (2019)
- Our Best Life Together: A Daily Devotional for Couples (2018)
- Wake Up to Hope: Devotional (2016)
- Daily Readings from Love Your Life: Devotions for Living Happy, Healthy, and Whole. Free Press (2011)[2]
- Gifts from the Heart. Little Simon Inspirations (2010)
- Unexpected Treasures. Little Simon Inspirations (2009)
- Love Your Life: Living Happy, Healthy & Whole: Living Happy, Healthy and Whole. Simon & Schuster (2008)